# I Can't Get Next to You
I Can't Get Next to You är en soullåt lanserad som singel av The Temptations 1969. Singeln blev gruppens andra Billboard-etta i USA. Låten handlar om att det inte spelar någon roll om en man har all makt i världen så länge han inte kan få den kvinna han vill ha. Musikaliskt drar låten åt den lite mer rockbetonade soul som Sly and the Family Stone framförde med bland annat elgitarr i förgrunden. Alla fem gruppmedlemmar sjunger solo vid olika tillfällen i låten.
I början av "I Can't Get Next to You", innan själva låten startar hörs ljudet av applåder och festliknande utrop. Detta intro återanvändes igen på en av gruppens kommande singlar "Psychedelic Shack" vilket var ett tidigt användande av sampling.

## Listplaceringar
- Billboard Hot 100, USA: #1[1]
- Billboard R&B Singles: #1
- UK Singles Chart, Storbritannien: #13[2]